# Treron curvirostra
Treron curvirostra é uma espécie de ave da família Columbidae.
Pode ser encontrada nos seguintes países: Bangladesh, Butão, Brunei, Camboja, China, Hong Kong, Índia, Indonésia, Laos, Malásia, Myanmar, Nepal, Filipinas, Singapura, Tailândia e Vietname.
Os seus habitats naturais são: florestas subtropicais ou tropicais húmidas de baixa altitude e florestas de mangal tropicais ou subtropicais.